# Chumash obispeño
Le chumash obispeño (ou obispeño) est une langue amérindienne de la famille des langues chumash parlée aux États-Unis, dans le Sud de la Californie. La langue est éteinte.